# Itame packardaria
Itame packardaria là một loài bướm đêm trong họ Geometridae.